# Chicago-Erklärung
Die Chicago-Erklärungen (1978–1986) sind drei Grundsatzerklärungen konservativer evangelikaler Theologen, vornehmlich aus den USA, zum Wesen, zum Verständnis und zur Anwendung der Bibel.

## Die drei Chicago-Erklärungen
1978 schlossen sich evangelikale Theologen – vornehmlich aus den USA – zum Internationalen Rat für biblische Irrtumslosigkeit (International Council on Biblical Inerrancy, kurz ICBI, 1978–1986) zusammen. Aus dem deutschsprachigen Raum nahm der Schweizer Theologe Samuel R. Külling teil. Der ICBI formulierte in drei Aufsätzen ein Glaubensverständnis, das der fundamentalistischen Argumentationsweise nahekommt, sich aber von extrem fundamentalistischen Standpunkten abgrenzt. Auf drei zentralen Tagungen wurden insgesamt drei Chicago-Erklärungen formuliert. Die erste Erklärung benannte das Wesen der Schrift und ihre Inspiration (1. Chicago-Erklärung zur biblischen Irrtumslosigkeit, 1978). Die beiden anderen Erklärungen behandeln die Frage der Hermeneutik (Chicago-Erklärung zur biblischen Hermeneutik, 1982) und die Anwendung dieses Schriftprinzips im Alltag (Chicago-Erklärung zur biblischen Anwendung, 1986).

## Chicago-Erklärung zur Irrtumslosigkeit der Bibel
„Da die Schrift vollständig und wörtlich von Gott gegeben wurde, ist sie in allem, was sie lehrt, ohne Irrtum oder Fehler. Dies gilt nicht weniger für das, was sie über Gottes Handeln in der Schöpfung, über die Geschehnisse der Weltgeschichte und über ihre eigene, von Gott gewirkte literarische Herkunft aussagt, als für ihr Zeugnis von Gottes rettender Gnade im Leben einzelner.“ (Vorwort)
Die erste Chicago-Erklärung (CE) besteht im Hauptteil aus 19 Artikeln des „Bekennens und Verwerfens“.

### Inhalt der 19 Artikel
Im Wesentlichen handelt es sich um die Formulierung der Überzeugung, dass die Bibel als Wort Gottes fehlerfrei sei (Artikel XI) und keine Widersprüche enthalte (Artikel XIV). Dies ist eine von Fundamentalisten und konservativen Evangelikalen benutzte Folgerung aus dem reformatorischen Schriftprinzip, nach dem für sämtliche Fragen des Glaubens nur die Bibel maßgeblich ist (Artikel XV, vgl. Artikel I und II), sowie aus der christlichen Überzeugung, die Bibel sei von Gott „inspiriert“ (Artikel VI, vgl. Artikel XV und XVI). Damit werden Anschauungen verworfen wie die, dass die Bibel zwar unfehlbares Gotteswort enthalte, aber nicht alle Teile unfehlbar seien (Artikel III), oder dass sich die Irrtumslosigkeit nur auf religiöse Aussagen beschränke (Artikel XII). Ebenso wird jeder Umgang mit dem Bibeltext (Quellenkritik wird als Beispiel genannt) abgelehnt, der dazu führt, dass Lehren der Bibel „relativiert, für ungeschichtlich gehalten oder verworfen werden“ (Artikel XVIII). Aufgrund der Irrtumslosigkeit der Bibel könne nichts, was der Bibel widerspricht, von Gott sein (Artikel XVII).
Allerdings wird auch in der CE eingeräumt, dass es in der Bibel „Phänomene“ gebe, die neuzeitlichen Vorstellungen widersprechen. Diese stellten aber die Irrtumslosigkeit, wie sie in der CE beschrieben wird, nicht in Frage (Artikel XIII). Das Gleiche gelte für die Begrenztheit der menschlichen Sprache (Artikel IV).
Auch in anderen Punkten werden extrem fundamentalistische Positionen abgelehnt: Zwar sei die Inspiration kein rational erklärbares, innerweltliches Geschehen (Artikel VII), aber sie bestehe auch nicht darin, dass die Autoren der Bibel nur Schreibwerkzeuge gewesen seien, deren Persönlichkeit auf den Text keinen Einfluss gehabt habe (Artikel VIII). Die Bibel habe eine Offenbarungsgeschichte (Artikel V), und weder seien ihre Schreiber allwissend gewesen (Artikel IX), noch sei eine bestimmte Bibelübersetzung direkt inspiriert (Artikel X). Das Bekenntnis zur Irrtumslosigkeit der Bibel ist laut CE zwar wichtig, aber nicht heilsnotwendig (Artikel XIX).

### Kritik
Kritik an der Chicago-Erklärung ist meist Teil der Kritik am Fundamentalismus. Häufig wird auf Ergebnisse der historisch-kritischen Forschung hingewiesen, nach denen die Bibel durchaus Fehler enthalte. Ein Teil dieser Fehler wird von der CE als Ungenauigkeiten, aber nicht als Fehler eingestuft (Artikel XIII). Andere Fehler werden von Verfechtern der CE bestritten, indem die Ergebnisse der historisch-kritischen Forschung oder auch die anderer Wissenschaften bezweifelt werden (das bekannteste Beispiel dazu ist die Diskussion um Schöpfung oder Evolution).
Ein anderer Kritikpunkt betrifft die Stellung der Bibel, die nach Auffassung mancher Theologen zum „papiernen Gott“ gemacht wird, was die Einzigartigkeit Jesu Christi in Frage stelle. Verfechter der CE halten diesen Vorwurf für nicht relevant, da die Autorität der Bibel von Gott abgeleitet sei und auch Jesus die Heilige Schrift (bzw. den damals existierenden Teil, den Tanach) als Autorität anerkannt habe.
Fundamentalistische Strömungen und konservative Evangelikale halten dagegen an der Irrtumslosigkeit der Bibel fest, die einige, aber nicht alle durch die Chicago-Erklärung definieren. Diese fundamentalistische Richtung wird beispielsweise von manchen Bibelschulen sowie von einigen evangelikal orientierten theologischen Ausbildungseinrichtungen wie der Freien Theologischen Hochschule in Gießen vertreten. Neben der Brüderbewegung sind manche Freikirchen sowohl pietistischer als auch baptistischer und charismatischer Richtung sowie die in Gemeinschaftsbünden organisierten Pietisten in den evangelischen Landeskirchen zu nennen.